# Picapauzinho-carijó
Picapauzinho-carijó (nome científico: Picumnus nebulosus) é uma espécie de ave pertencente à família dos picídeos.  Pode ser encontrada no nordeste da Argentina, sul do Brasil e Uruguai. 